# Stazione di Vigna di Valle
Stazione di Vigna di Valle vasútállomás Olaszországban, Bracciano település Vigna di Valle frazionéjában.

## Vasútvonalak
Az állomást az alábbi vasútvonalak érintik:
- Viterbo–Róma-vasútvonal

## Kapcsolódó állomások
A vasútállomáshoz az alábbi állomások vannak a legközelebb:
- Stazione di Anguillara (Stazione di Roma Tiburtina, FL3)
- Stazione di Bracciano (Stazione di Viterbo Porta Fiorentina, FL3)
- Stazione di Crocicchie